# Karl Schell (Unternehmer)
Karl Schell (* 19. Dezember 1892 in Alt-Langendorf, Böhmen; † 2. Juni 1945 ebenda) war ein Industrieller in Langendorf und Annathal (Annín) bei Schüttenhofen (Sušice) im Böhmerwald.

## Leben
Nach dem Studium der Elektrotechnik an der höheren Ingenieur-Schule in Mittweida in Sachsen wurde Karl Schell im Jahre 1920 Gesellschafter der von seinem Vater Karl Theodor Gustav Schell im Jahre 1885 errichteten Fabrikationsbetriebe für Holzwaren in Langendorf im Böhmerwald. Sein Großvater Johannes Schell, aus Hanau am Main in Franken, hatte 1880 in dem kleinen Ort Braunau an der Wottawa ( Otava ) bei Langendorf eine Hammerschmiede gekauft und diese zu einer Holzdrahthoblerei umgebaut, welche sich bis zu dem Jahr 1945 zu einer Firmengruppe entwickelte. In Langendorf und Umgebung wurde die Firma als zuverlässiger Arbeitgeber in den wirtschaftlich schwierigeren Zeiten zwischen den Weltkriegen geschätzt.
Im Jahre 1928 übernahm Karl Schell die von seinem Onkel Louis Schell errichtete Zündholzfabrik in Langendorf, wurde Mitbegründer des Luma-Verkaufsbüros der österreich-ungarischen Aktiengesellschaft Solo (Zündhölzer) in Prag. Im Jahre 1934 kaufte er die Kristallfabrik und Raffinerie J. E. Schmid in Annathal bei Langendorf, heiratete Betty Novotny, eine Tochter des bisherigen Besitzers der Glashütte in Annathal Franz Novotny. In Langendorf errichtete Karl Schell eine Fabrik mit damals modernster Technik zur Erzeugung von Rohglas durch elektrischen Strom, welches in der Glashütte Annathal (Annin) zu Kristallgegenständen geschliffen wurde. Im Jahre 1938 beschäftigte das Unternehmen „Schell und Neffe“ in Langendorf etwa 220 Arbeiter, für welche eigene Kultur- und Betreuungsprogramme bestanden.
Als nach Ende des Zweiten Weltkriegs bei der Vertreibung der Deutschen aus der Tschechoslowakei am 2. Juni 1945 Karl Schell aufgefordert wurde den Fabrikationsbetrieb zu übergeben und mitzukommen, nahm er sich das Leben.

## Familie
Karl Schell (1892–1945) war einer der drei Söhne des Unternehmers Karl Theodor Gustav Schell (* 26. Mai 1861 in Hanau am Main; † 10. September 1919 in Altlangendorf).  Seine zwei Brüder waren Sebastian Schell, der Medizin studierte und Theodor Schell, († 1920 bei einem Jagdunfall).  Ihre Schwester Martha Schell heiratete Emil August van den Abeele (* 1880 in Brz in Böhmen; † 1952 in Krumau in Südböhmen), Fürst Schwarzenberg´scher Forstmeister, welcher in erster, geschiedener Ehe verheiratet war mit Maria Peschl († um 1970 in Straßkirchen bei Passau in Bayern), Tochter des Fürst Schwarzenberg´schen Herrschafts-Direktors Emanuel Peschl.